# Barker Ten Mile (Carolina del Norte)
Barker Ten Mile es un lugar designado por el censo ubicado en el condado de Robeson en el estado estadounidense de Carolina del Norte. La localidad en el año 2000, tenía una población de 976 habitantes en una superficie de 5,9 km², con una densidad poblacional de 164,8 personas por km².

## Geografía
Barker Ten Mile se encuentra ubicado en las coordenadas 34°40′49″N 78°59′14″O / 34.68028, -78.98722. Según la Oficina del Censo, la localidad tiene un área total de 5,9 km² (2,3 mi²), de la cual 5,9 km² (2,3 mi²) es tierra y 0 km² (0 mi²) (0.0%) es agua.

### Localidades adyacentes
El siguiente diagrama muestra a las localidades en un radio de 20 kilómetros (12,4 mi) de Barker Ten Mile.

## Demografía
En el 2000 la renta per cápita promedia del hogar era de $66.833, y el ingreso promedio para una familia era de 68.693. En 2000 los hombres tenían un ingreso per cápita de $45.278 contra $28.958 para las mujeres. El ingreso per cápita para la localidad era de $33.281. Ninguno de la población estaba bajo el umbral de pobreza nacional.